# West-Delhi
West-Delhi is een district van het Indiase Nationaal Hoofdstedelijk Territorium van Delhi. In 2001 telde het district 2.119.641 inwoners op een oppervlakte van 129 km².

## Plaatsen
Het district bestaat qua inwoneraantal voor ruim het grootste deel uit de gemeente Delhi. De volgende plaatsen met meer dan 20.000 inwoners (2001) vallen buiten de gemeente Delhi:
- Mundka
- Nangloi Jat
- Hastsal